# Фирингтон (Северна Каролина)
Фирингтон (енгл. Fearrington) град је у америчкој савезној држави Северна Каролина.

## Демографија
По попису из 2000. године број становника је 903.
| Група             | 2000.       | 2010.    |
| Белци             | 872 (96,6%) | 0 (0,0%) |
| Афроамериканци    | 27 (3,0%)   | 0 (0,0%) |
| Азијати           | 0 (0,0%)    | 0 (0,0%) |
| Хиспаноамериканци | 2 (0,2%)    | 0 (0,0%) |
| Укупно            | 903         | 0        |